# 艾莉西亚·凯斯
艾莉西亞·奥杰洛·库克（1981年1月25日—），以藝名艾莉西亞·凱斯（英語：Alicia Keys）廣為人知，是一名美國創作歌手、音樂製作人、演員和慈善家。她的首张专辑《A小調之歌》就以在全球售出1千2百萬张的成绩取得了商业上的巨大成功。凱斯迄今已获得超过15次格莱美奖，唱片总销量超过3千萬张。

## 早期生活
艾莉西亞·凱斯在美國紐約州紐約市曼哈頓的地獄廚房（Hell's Kitchen）地區出生，她是律师助理兼职女演员特雷莎·奥杰洛和空中服务员克雷格·库克的独生女。她的母亲有苏格兰、爱尔兰和意大利血统，父亲是一个非裔美国人。她本人说生活在来自两种人种的传统家庭里并不令她不自在，因为自己能够与不同的文化交流。艾莉西亞·凱斯的父母在她2岁时就分開了。在母亲的独自照料下她度过了这段性格形成时期。在1985年，她和其他女孩當上了《考斯比一家》其中睡衣晚会一集的出演鲁迪·哈克塔布尔留宿过夜的伙伴。整个童年时期，她母亲送她去学习音乐和舞蹈。7岁时开始学习演奏钢琴，学习包括贝多芬、莫扎特和肖邦的古典曲目。12岁被纽约公立专业表演艺术学校录取，学习唱诗，14岁开始写歌。3年后她16岁，以毕业生代表的身份发言毕业。然后她进入哥伦比亚大学就读，并和哥伦比亚唱片公司签订唱片协议。她曾努力兼顾学业和歌唱事业，但是仅入学4周后她便辍学追寻自己的音乐事业。
艾莉西亞·凱斯曾与杰曼·杜普利的“So So Def”唱片公司签订试唱协议，她在该厂牌的圣诞专辑中演唱了《女鼓手》（The Little Drummer Girl）。她也参与创作并录制了《Dah Dee Dah (Sexy Thing)》，这首歌被收录在1997年的电影《黑衣人》的原声中。该首歌也是她的首次职业录音。但这首歌并未以单曲发布，她和哥伦比亚唱片公司的唱片合約最终因纠纷而结束。艾莉西亞·凱斯联系了克莱夫·戴维斯，正是后者从她的表演中察觉到了这个“特别的、独一无二的”的艺人并将她签到阿里斯塔唱片公司旗下，该唱片公司后来解散了。一开始她几乎选择了Wilde作为自己的艺名，而她的经理因为自己做的一个梦建议她用凱斯作为艺名。艾莉西亞觉得“凱斯”能够代表她是一个表演者同时也是一个独立的个体。艾莉西亞紧随戴维斯进入了他新成立的的J唱片公司。她录制了《Rock wit U》和《Rear View Mirror》，两首歌被分别收录在电影《神探沙夫特》和《怪医杜立德2》的原声中。

## 事業生涯

### 2001－2002年：《A小調之歌》
艾莉西亚·凯斯于2001年6月发行了她的首张录音室专辑《A小調之歌》。这张专辑空降Billboard 200专辑榜第一位，首周卖出了236,000张。在美国这张专辑售出超过6,200,000张，并获得了美国唱片工业协会颁布了6白金认证。这张专辑在全球范围内继续卖出了超过12,000,000张。藉此，艾莉西亚·凯斯在美国地區和世界范围內走红，并成为2001年度最畅销的新人和最畅销节奏蓝调歌手。专辑首支单曲《深陷情网》在告示牌单曲榜上雄踞榜首6周。第2支单曲《女人的价值》也在榜上达到第3名的位置。次年这张专辑以《Remixed & Unplugged in A Minor》再版，其中收录了原专辑的8首混音和7首不插电版本。
2002年格莱美颁奖典礼，《A小調之歌》为艾莉西亚·凯斯赢得了5個獎項：年度歌曲、最佳节奏蓝调女歌手、最佳节奏蓝调歌曲、最佳新人和最佳节奏蓝调专辑；同时《深陷情网》也被提名年度制作。这也让艾莉西亚·凯斯成为了繼劳伦·希尔之后第二位在一夜获得5项格莱美奖的女歌手。同年和克里斯蒂娜·阿奎莱拉在其专辑《裸》中合作了一首《Impossible》，这首歌由艾莉西亚·凯斯作词作曲并制作，并献声背景和声。21世纪头五年，艾莉西亚·凯斯在美剧《圣女魔咒》和《美国梦》中客串。

### 2003－2005年：《琴韵心声》和《原音重现》
艾莉西亚·凯斯在2003年12月发行了第二張专辑《琴韵心声》。这张专辑以首周618,000张的成绩空降告示牌专辑榜冠军，一举夺得2003年女艺人首周销量冠军。其在美国售出4,400,000张，获得了由美国唱片工业协会颁发的4白金认证。其在全球8,000,000张的成绩名列女艺人第6位和女節奏藍調艺人第2位。首支单曲《陌生人》和第2支单曲《如果没有你》都登上了告示牌单曲榜前5名。第3支单曲《秘密日记》也进入了单曲榜前10名。即使是成绩相對不那么好的第4支单曲《爱的宿命》也进入了前20名。而《如果没有你》成为了第一支在告示牌嘻哈單曲榜上超过一年的女歌手歌曲。
2004年MTV音樂錄影帶大獎上，《如果没有你》为艾莉西亚·凯斯赢得了最佳節奏藍調录像奖。她和藍尼·克羅維茲以及史提夫·汪达同台表演了歌曲《如果没有你》和《Higher Ground》。年末，艾莉西亚发行了小说《Tears for Water: Songbook of Poems and Lyrics》，其中收录了她日记和歌词中未发表的诗歌。书名取自她的诗《Love and Chains》其中的一句「I don't mind drinking my tears for water.」。她说这个书名是她写作的基石因为“我所写下的每个字都植根于那些欢愉、痛苦、悲伤、失意甚至疑惑所带来的泪水”。这本书销售额达到500,000美元，登上了纽约时报的2005年畅销书榜。9月25日，艾莉西亚·凯斯在中国长城居庸关北门段举行的长城音乐会上担任主演，该音乐会最初被称为“希望的长城”音乐会，以纪念长城修复工程20周年，该工程是一系列慈善音乐会的一部分。接下来的一年，她的MV《爱的宿命》蝉联了MTV音樂錄影帶大獎最佳节奏蓝调录像奖。
在2005年格莱美颁奖典礼上，艾莉西亚·凯斯和杰米·福克斯以及昆西·琼斯一起表演了《Georgia on My Mind》，这首歌由Hoagy Carmichael创作并于1960年由雷·查爾斯演唱而广为人知。當晚艾莉西亚·凯斯也捧回了4座奖：《如果没有你》为她赢得最佳節奏藍調女歌手、最佳節奏藍調歌曲《陌生人》、最佳節奏藍調专辑《琴韵心声》，凭借《My Boo》与亚瑟小子一起获得最佳節奏藍調乐队/组合。2005年7月，艾莉西亚·凯斯在布鲁克林音乐学院录制了她的MTV不插電。其中她对自己的歌曲重新编了曲，并翻唱了几首经典录制。这次专辑以CD和DVD的形式在2005年10月发行，並简单冠名《原音重现》。这張专辑上市首周便以售出196,000张的成绩空降告示牌专辑榜第一名。专辑在美国售出1,000,000张，全球2,000,000张，并获得了美国唱片工业协会（RIAA）颁发的白金认证。艾莉西亚·凯斯成为了自1994年涅磐乐队以来，第一位以MTV不插電专辑空降榜首，也是获得最好销售成绩的女歌手。专辑首支单曲《Unbreakable》在告示牌單曲榜上最好的成绩達到第34名，在告示牌嘻哈單曲榜取得第4名，并雄踞告示牌成人嘻哈串流榜首达11周。
艾莉西亚·凯斯在纽约长岛设立了一间名为The Oven Studios的录音室，这件录音室由她和她的制作人兼写歌伙伴Kerry "Krucial" Brothers共同所有。来自WSDG（Walters-Storyk Design Group）的设计Jimi Hendrix' Electric Lady Studios的录音室设计师John Storyk设计了这间录音室。艾莉西亚·凯斯和Brothers一同创立了KrucialKeys Enterprises，这个制作创作团队旨在帮助艾莉西亚·凯斯和其他歌手制作专辑。

### 2006－2008年：首次銀幕亮相和《平凡如我》
2006年，艾莉西亚·凯斯获得了美國全國有色人種協進會（NAACP）的3项奖：杰出女艺人、优秀歌曲（Unbreakable）。她也获得了歌曲创作名人堂（Songwriters Hall of Fame）颁发的星光奖（Starlight Award）。2006年10月，她在儿童电视节目The Backyardigans的《Mission to Mars》一集中担任Mommy Martian的配音并演唱了一首原创歌曲，《Almost Everything Is Boinga Here》。同年，艾莉西亚·凯斯几近崩溃的边缘，她的祖母去世家庭重任完全落在了她的身上。她觉得自己需要“逃避”，于是去埃及待了3週。她解释说：“这趟旅行无疑是我生命目前为止最为重要的。那时我处在最艰难的时期，正巧是我最需要的时期，坦白说我的确需要离开，并且越远越好。”
2007年初，艾莉西亚·凯斯与班·艾佛列克和安迪·賈西亞一道出演《五路追杀令》（Smokin' Aces），饰演一位名叫Georgia Sykes的杀手，这也是她的首次銀幕亮相。她也因在其中的演出而受到好评。萊恩·雷諾斯说艾莉西亚·凯斯的演出“非常出色”，她会“把大伙都杀了的”。同年，艾莉西亚·凯斯以她在第二部电影《保姆日记》（The Nanny Diaries）中的表演赢得了更动的掌声。《保姆日记》The Nanny Diaries根据2002年的同名小说改编，艾莉西亞·凱斯在其中和史嘉蕾·喬韓森以及克里斯·伊凡一同出演。她也在戏剧《Cane》中《One Man Is an Island》一集里客串了一把。
2007年11月，艾莉西亚·凯斯发行了自己的第三张录音室专辑《平凡如我》，这张专辑空降公告牌专辑榜首位，首周卖出742,000张。这也是艾莉西亚歌唱生涯中首周卖出最多的一次，也是她连续第4次登上专辑榜榜首，这个记录由她和小甜甜布兰妮同时保持。这一周成了2007年总销量第二的一周，也是2004年諾拉·瓊絲（Norah Jones）的《Feels like Home》以来由女歌手创造的单周销量最高的一周。专辑全美卖出近4,000,000张，获得了3白金认证。同时全球卖出6,000,000张。2008年的全美音乐奖上艾莉西亚·凯斯凭借《平凡如我》获得3项提名并最终抱得2项。专辑首支单曲《No One》在告示牌热门单曲榜和节奏蓝调榜上登顶，分别成为其在两榜上第3首和第5首冠军单曲。第二支单曲《Like You'll Never See Me Again》于2007年年末放出，在告示牌百強單曲榜达到第12的位置，在告示牌节奏蓝调/嘻哈排行榜上夺冠。第三支单曲《Teenage Love Affair》也在告示牌节奏蓝调/嘻哈排行榜上取得第3的成绩。第四支单曲《Superwoman》在两榜上分别取得第82和第12的成绩。
2008年第50屆葛萊美獎，歌曲《No One》为艾莉西亚·凯斯赢得了最佳R&B女歌手和最佳R&B歌曲两项奖。而这次格莱美上，艾莉西亚·凯斯和影像中的法蘭克·辛納屈合唱辛納屈在1950年代的歌曲《Learnin' the Blues》为颁奖典礼开场，之后又同約翰·梅爾一起表演了《No One》。期间她获得了最佳R&B女歌手奖。艾莉西亚·凯斯在由多芬城市下綠地（Dove Go Fresh）创作的小型商业剧《Fresh Takes》中演出，该剧于2008年3月到4月在MTV的The Hills期间首演。这次首演旨在庆祝新多芬城市下綠地劇的发布。艾莉西亚·凯斯也代言了Glacéau's VitaminWater为美國運通「Are you a Cardmember?」的商业广告。艾莉西亚·凯斯与白線條樂團的吉他手兼主唱傑克·懷特一同为电影《量子危机》录制了主题曲，该曲也是邦德电影系列里唯一一首合作曲目。2008年在告示牌50年百大藝人榜上排名第80位。她与珍妮佛·哈德森和皇后·拉蒂法一起出演于2008年10月由福斯探照燈影業发行的根据2003年Sue Monk Kidd的同名畅销小说改编的电影《The Secret Life of Bees》。她的角色为她赢得了有色人種促進協會形象獎的杰出电影女配角奖提名。2009年格莱美獎她获得3项提名并凭借《Superwoman》赢得最佳R&B女歌手奖。
在杂志Blender的一片采访中，艾莉西亚·凯斯申诉地说「Gangsta rap」是让黑人相互残杀的阴谋，「gangsta rap」并不存在，并称是由“政府”创造的。该杂志同时声称她说吐派克·夏庫爾和聲名狼藉先生「本质上是被刺杀的，他们之间的怨恨经由政府和媒体的煽风点火，目的是为了阻止另一个伟大的黑人领袖的存在。」艾莉西亚·凯斯之后发表声明澄清这些言论并说她的话被曲解了。那年晚些时候，禁烟运动者批评她在即将进行的印尼演唱会海报中包含了Philip Morris International烟草公司的一款温和香烟的标志。她在发现该场演唱会是由该公司赞助之后采取了“纠正措施”并道歉。这家公司也做出撤出赞助的回应。

### 2009－2011年：《无限元素》
艾莉西亚·凯斯和经理Jeff Robinson与迪士尼签订了一项发展真人表演项目的电影制作协议。他们的第一部电影是将1958年戏剧《Bell, Book and Candle》翻拍，其中艾莉西亚·凯斯将出演一位使用爱情咒语引诱对手未婚夫的女巫。艾莉西亚·凯斯和Jeff Robinson也成立了电视制作公司Big Pita。艾莉西亚·凯斯将以制作人、演员、音乐监制的身份和Jeff Robinson一起以公司的名义发展真人表演项目。2009年，艾莉西亚·凯斯与唱片制作人史威茲·畢茲合作为惠妮·休斯頓的第七張录音室专辑《I Look to You》制作了歌曲《Million Dollar Bill》。艾莉西亚·凯斯同Jay-Z在他在2009年专辑《The Blueprint 3》中合作了歌曲《Empire State of Mind》，这首歌在告示牌百強單曲榜上夺冠成为艾莉西亚·凯斯的第四首冠军单曲。2009年5月，史威茲·畢茲对外界宣布其与艾莉西亚·凯斯的恋情。The Boston Globe报道说：「史威茲和他分居的妻子Mashonda正陷入纠结于离婚事宜，他一直否认有关艾莉西亚·凯斯应该为他婚姻的破碎负责的报道。」
2009年6月，美国作曲家、作家与出版者协会授予了艾莉西亚·凯斯Golden Note Award，这个奖项授予那些达到了杰出的事业里程碑的艺术家。2009年12月，艾莉西亚·凯斯发行了自己的第4张录音室专辑《无限元素》，以首周417,000张的成绩在公告牌二百强专辑榜上排名第二。作为专辑宣传的一部分，她于12月5日在開曼群島爵士音樂節上进行了表演，该音乐节的最后一天将会在黑人娱乐电视台上播出。专辑首单《Doesn't Mean Anything》在告示牌百強音樂榜達到最好的成績是第60名。艾莉西亚·凯斯被告示牌杂志评为10年R&B艺人第1，10年艺人第5，她的歌曲《No One》则在10年金曲榜上排第6。而在英国，这张专辑成为了艾莉西亚·凯斯的首张英国榜冠军唱片。

### 2012－2015年：《烈火琴韻》
2012年11月，艾莉西亞·凱斯發行第5張個人專輯《烈火琴韻》，也是因為索尼音樂娛樂將J唱片公司改組合併，而成為她在RCA Records旗下發行的第一張專輯。凱斯表示專輯名稱是源自冒險小說《飢餓遊戲》的女主角凱妮絲·艾佛丁（Katniss Everdeen）因身穿著火的衣服而被稱為的「Girl On Fire」，她也是這部小說的愛好者。

### 2016－2018年：《美麗境界》
2016年11月，艾莉西亞·凱斯發行第6張個人專輯《美麗境界》，在Billboard 200排行榜中名列第二，成爲她的第七張TOP 10專輯。

## 个人生活
2010年5月，艾丽西亚与制作人男友史威茲·畢茲确认两人已经订婚并且已经艾丽西亚已经怀孕，在2010年足球世界杯期间，夫妇俩参加了在南非依萊沃小镇举行的祖鲁仪式为即将降生的宝宝祈求平安。艾丽西亚与史威茲·畢茲于同年7月31日在法国科西嘉岛喜结连理。
2010年10月14日，艾丽西亚誕下了她的第一個兒子Egypt Dean。2014年12月27日，再次誕下她的第二個兒子Genesis Ali Dean。

## 其他相關
- 2013年1月30日，著名手机公司黑莓（BlackBerry）任命艾莉西亚·凯斯为其公司的全球创意总监。
- 凯斯的作品啟發並影響了很多音樂家[5][6]，例如Adele[7]、Bruno Mars[8]、Rihanna[9][10]、Janelle Monáe[11]、Emeli Sandé[12][13]、H.E.R[14]、Jessie Ware[15][16]、James Bay[17]、Ella Mai[18]、Wyvern Lingo[6]、Anuhea Jenkins[19]、Jorja Smith[20][21]、Lauren Jauregui[22][23]、Normani[22]。

## 音乐作品

### 專輯

#### 录音室专辑
| 年份             | 唱片详情                                                                        | 排行榜最高排名 | 排行榜最高排名 | 排行榜最高排名 | 排行榜最高排名 | 排行榜最高排名 | 排行榜最高排名 | 排行榜最高排名 | 排行榜最高排名 | 排行榜最高排名 | 排行榜最高排名 | 排行榜最高排名 | 排行榜最高排名 | 销量认证 (音乐唱片销售认证列表)                           | 销量                                                  |
| 年份             | 唱片详情                                                                        | U.S. (美)      | U.S. R&B (美)  | UK (英)        | AUS (澳)       | CAN (加)       | IRE (爱)       | SWE (瑞典)     | NZ (纽)        | DEN (丹)       | SWI (瑞士)     | FRA (法)       | NLD (荷)       | 销量认证 (音乐唱片销售认证列表)                           | 销量                                                  |
| ---------------- | ------------------------------------------------------------------------------- | -------------- | -------------- | -------------- | -------------- | -------------- | -------------- | -------------- | -------------- | -------------- | -------------- | -------------- | -------------- | --------------------------------------------------------- | ----------------------------------------------------- |
| 2001             | 《A小調之歌》 - 发行日期：6月5日 - 厂牌：J唱片公司 - 形式：CD，收费下载         | 1              | 1              | 6              | 3              | 2              | 5              | 10             | 4              | 4              | 3              | 12             | 1              | - CAN：5× Platinum                                        | - 全球：12,000,000                                    |
| 2003             | 《琴韵心声》 - 发行日期：12月1日 - 厂牌：J唱片公司 - 格式：CD, digital download | 1              | 1              | 13             | 22             | 15             | 37             | 24             | 25             | 16             | 1              | 5              | 2              | - 加拿大：双白金                                          | - 全球：9,000,000                                     |
| 2007             | 《平凡如我》 - 发行日期：11月9日 - 厂牌：J - 格式：CD, digital download         | 1              | 1              | 11             | 3              | 2              | 15             | 15             | 5              | 21             | 1              | 5              | 2              | - 加拿大：双白金                                          | - 全球：6,600,000                                     |
| 2009             | 《无限元素》 - 发行时间：12月11日 - 厂牌：J, MBK - 格式：CD, digital download   | 2              | 1              | 1              | 19             | 5              | 9              | 24             | 20             | 19             | 1              | 13             | 2              | - 美国：白金 - 英国：双白金 - 澳大利亚：金 - 加拿大：白金 | - 美国：1,353,000+ - 英国：745,000 - 全球：3,000,000+ |
| 2012             | 《烈火琴韻》 - 发行时间：11月22日 - 厂牌：RCA - 格式：CD, digital download      | 1              | 1              | 15             | 12             | 8              | 27             |                | 22             |                | 3              | 8              | 8              | - 美国：金                                                | - 美国：478,200                                       |
| "—" 代表没有上榜 |                                                                                 |                |                |                |                |                |                |                |                |                |                |                |                |                                                           |                                                       |

#### 现场专辑
| 年份 | 专辑详情                                                                      | 榜单最高排行 | 榜单最高排行  | 榜单最高排行 | 榜单最高排行 | 榜单最高排行 | 榜单最高排行 | 榜单最高排行 | 榜单最高排行 | 榜单最高排行 | 专辑认证     | 销量              |
| 年份 | 专辑详情                                                                      | U.S. (美)    | U.S. R&B (美) | UK (英)      | AUS (澳)     | IRE (爱)     | NZ (纽)      | SWI (瑞士)   | FRA (法)     | NLD (荷)     | 专辑认证     | 销量              |
| ---- | ----------------------------------------------------------------------------- | ------------ | ------------- | ------------ | ------------ | ------------ | ------------ | ------------ | ------------ | ------------ | ------------ | ----------------- |
| 2005 | 《原音重现》 - 发行日期：2005年10月7日 - 厂牌：J - 格式：CD, digital download | 1            | 1             | 52           | 33           | 49           | 28           | 7            | 20           | 2            | - 美国：白金 | - 全球：2,500,000 |

### 單曲
下表顯示艾莉西亞·凱斯的單曲在以下排行榜或國家的發行量排名：美国告示牌杂志热门单曲榜、美国告示牌杂志节奏蓝调/嘻哈排行榜、英国金榜、澳大利亚排行榜、荷兰排行榜、加拿大排行榜、爱尔兰排行榜、新西兰排行榜、瑞典排行榜、瑞士排行榜
| 2001                                | 《深陷情网》                                 | 1   | 1  | 7  | 24 | 3  | 1  | 1  | 7  | 2  | 3   | 《极微之歌》 |
| 2002                                | 《女人的價值》("A Woman's Worth")            | 7   | 3  | 16 | —  | 25 | 11 | 5  | 31 | 32 | 18  | 《极微之歌》 |
| 2002                                | 你怎能不再给我打电话？                       | 59  | 30 | 29 | —  | 32 | 58 | —  | —  | 60 | 26  | 《极微之歌》 |
| 2002                                | 《女朋友》                                   | —   | 82 | 13 | —  | 40 | 18 | —  | —  | —  | 24  | 《极微之歌》 |
| 2003                                | "You Don't Know My Name"                     | 3   | 1  | —  | 19 | 33 | 9  | —  | 54 | 26 | 19  | 《琴韵心声》 |
| 2004                                | "If I Ain't Got You"                         | 4   | 1  | —  | —  | 44 | 12 | —  | —  | 35 | 18  | 《琴韵心声》 |
| 2004                                | "Diary" (featuring Tony! Toni! Toné!)        | 8   | 2  | —  | —  | —  | 38 | —  | —  | —  | —   | 《琴韵心声》 |
| 2004                                | 《爱的宿命》                                 | 20  | 17 | —  | —  | —  | 27 | —  | —  | 71 | —   | 《琴韵心声》 |
| 2005                                | "Unbreakable"                                | 34  | 4  | —  | —  | —  | 45 | —  | —  | —  | —   | 《原音重现》 |
| 2007                                | "No One"                                     | 1   | 1  | 3  | 2  | 8  | 3  | 2  | 5  | 1  | 6   | 《平凡如我》 |
| 2007                                | 《Like You'll Never See Me Again》           | 12  | 1  | 77 | —  | 48 | 20 | —  | 57 | —  | 53  | 《平凡如我》 |
| 2008                                | "Teenage Love Affair"                        | 54  | 3  | —  | —  | —  | 20 | 21 | —  | —  | 199 | 《平凡如我》 |
| 2008                                | "Superwoman"                                 | 82  | 12 | 57 | —  | —  | 28 | —  | 32 | 48 | 128 | 《平凡如我》 |
| 2009                                | "Doesn't Mean Anything"                      | 60  | 14 | 96 | 66 | 34 | 27 | 22 | —  | 5  | 8   | 《无限元素》 |
| 2009                                | 《心碎入眠》                                 | 27  | 2  | —  | 37 | 22 | 21 | 12 | 10 | 21 | 7   | 《无限元素》 |
| 2010                                | 《帝国之心（第二部分）》                     | 55  | 76 | 61 | 40 | 8  | 6  | —  | 59 | 19 | 4   | 《无限元素》 |
| 2010                                | 《不经考虑（我准备好了）》                   | 21  | 1  | —  | —  | —  | —  | —  | —  | —  | —   | 《无限元素》 |
| 2010                                | 《把它放进爱情之歌中》 (与碧昂絲·諾利斯合唱) | 102 | 60 | 18 | 71 | 26 | —  | 24 | —  | —  | —   | 《无限元素》 |
| "—"代表未进入排行榜，或没在该国发行 |                                              |     |    |    |    |    |    |    |    |    |     |              |

## 參與電影
| 年   | 標題                                           | 角色                        |
| ---- | ---------------------------------------------- | --------------------------- |
| 2007 | 《嗆煙高手》（又譯「五路追殺令」）Smokin' Aces | 喬治亞·塞克斯 Georgia Sykes |
| 2007 | 《褓姆日記》The Nanny Diaries                  | Lynette                     |
| 2008 | 《蜂蜜罐上的聖瑪利》The Secret Life of Bees    | 六月 June                   |

## 參與電視劇
| 年份 | 電視劇                               | 角色                  | 季數，集數                         |
| ---- | ------------------------------------ | --------------------- | ---------------------------------- |
| 1985 | 《考斯比一家》The Cosby Show         | 瑪麗亞 Maria          | 第1季，22集                        |
| 2001 | 《聖女魔咒》                         | P3 VIP 顧客           | 第4季，5集《Size Matters》         |
| 2003 | 《美國夢》American Dreams            | Fontella Bass         | 第2季，6集《Rescue Me》            |
| 2006 | 《花園小尖兵》The Backyardigans      | Mommy Martian（配音） | 第2季，1集《Mission to Mars》      |
| 2007 | 《家族風雲》（又譯「酒糖世家」）Cane | Herself               | 第1季，7集《One Man Is an Island》 |

## 出版書籍
- . Hal Leonard Corporation. 2001. ISBN 0-634-03776-5.
- . Hal Leonard Corporation. 2004. ISBN 0-634-07764-3.
- . G. P. Putnam's Sons（英语：G. P. Putnam's Sons）. 2004. ISBN 0-425-20560-6.
- . Hal Leonard Corporation. 2006. ISBN 1-4234-0822-5.
- . Umbrage. 2006. ISBN 1-884167-60-8.

## 巡回演唱會
- 2001：美洲
- 2001/2002：歐洲
- 2004：亞洲、大洋洲
- 2004：Verizon Ladies First Tour（英语：Verizon Ladies First Tour）（與 Beyoncé 和 Missy Elliott 一起）
- 2004：歐洲
- 2005：《The Diary Tour》（美國）
- 2008: As I Am Tour（英语：As I Am Tour）（歐洲、美國以及香港）